# Завет ћутања
Завет ћутања (енгл. The Covenant) амерички је хорор филм из 2006. године у режији Ренија Харлина, по сценарију Џеја С. Кардона. Главне улоге тумаче Стивен Стрејт, Себастијан Стен, Лора Ремзи, Тејлор Кич, Тоби Хемингвеј, Џесика Лукас, Чејс Крофорд и Венди Крусон. Упркос помешаним рецензијама критичара, остварио је умерен финансијски успех.

## Радња
У средишту се налазе четворица студената елитне школе предодређених за велике ствари. Они су, наиме, потомци лозе која је крајем 17. века стекла велике моћи истовремено се обавезујући на завет ћутања.
Натприродне моћи је имала још једна, пета породица, која се такође обавезала на завет ћутања. Вођена похлепом прекршила је договорена правила у жељи да се издвоји од осталих и постане још моћнија што је резултирало прогоном и, бар се тако сматрало, крајем њихове лозе.
У данашње време, на забави се појављује тело мртвог студента што покреће ланчану реакцију која ће довести до расветљавања мистерије о досељеницима у Масачусетс, а можда и открити шта се крије иза завета који је штитио породице четворице студената дуги низ година.

## Улоге
| Глумац          | Улога            |
| --------------- | ---------------- |
| Стивен Стрејт   | Кејлеб Данверс   |
| Себастијан Стен | Чејс Колинс      |
| Лора Ремзи      | Сара Венам       |
| Тејлор Кич      | Поуг Пари        |
| Џесика Лукас    | Кејт Тани        |
| Тоби Хемингвеј  | Рид Гарвин       |
| Чејс Крофорд    | Тајлер Симс      |
| Кајл Шмид       | Арон Абот        |
| Сара Смит       | Кира Снајдер     |
| Венди Крусон    | Евелин Данверс   |
| Стивен Макхати  | Вилијам Данверс  |
| Кенет Велш      | проректор Хигинс |
| Џон Макларен    | Броди Бекин      |